# Han Eui-kwon
Đây là một tên người Triều Tiên, họ là Han.
Han Eui-kwon (tiếng Hàn: 한의권; sinh ngày 30 tháng 6 năm 1994) là một cầu thủ bóng đá Hàn Quốc thi đấu ở vị trí tiền đạo cho Asan Mugunghwa ở K League 2.

## Sự nghiệp
Han được lựa chọn bởi Gyeongnam FC tại đợt tuyển quân K League 2014. Anh chuyển đến Daejeon Citizen vào tháng 7 năm 2015.